# The Beckoning Flame
The Beckoning Flame è un film muto del 1915 diretto da Charles Swickard.

## Produzione
Il film, prodotto dalla Kay-Bee Pictures e dalla New York Motion Picture, venne in parte girato nel deserto del Mojave. La colonna musicale che doveva accompagnare le proiezioni del film in sala fu composta e selezionata da Victor L. Schertzinger.

## Distribuzione
Distribuito dalla Triangle Distributing, il film uscì nelle sale statunitensi il 16 gennaio 1916 dopo una prima che si era tenuta a New York il 12 dicembre 1915.
Il copyright del film, richiesto dalla Triangle Film Corp. Triangle Film Corp., fu registrato prima il 21 dicembre 1915 con il numero LU7260 e poi, il 16 gennaio 1916, con il numero LP10730.
Non si conoscono copie ancora esistenti della pellicola che viene considerata presumibilmente perduta.